# Chongón
Chongón ist ein westlicher Vorort von Guayaquil und eine Parroquia urbana im Kanton Guayaquil der ecuadorianischen Provinz Guayas. Die Einwohnerzahl lag 2010 bei 36.726.

## Lage
Die Parroquia Chongón erstreckt sich entlang der Fernstraße E40 (Guayaquil–Salinas). Der 43 m hoch gelegene Ort Chongón befindet sich 22 km westsüdwestlich vom Stadtzentrum von Guayaquil.

## Sehenswertes
In der Ciudadela Bellavista am Ufer des Estero Salado befindet sich das Estadio Monumental Banco Pichincha.

## Geschichte
Die Parroquia Chongón wurde am 3. Juli 1862 gegründet. Benannt wurde sie nach der Hügelkette Cordillera Chongón Colonche.